# Физиолошки ризици у току свемирских летова са људском посадом
Физиолошки ризици у току свемирских летова са људском посадом су скуп психосоцијалних фактора и утицаје животне средине и техничких система на организам посаде свемирских летелица и свемирских станица за време боравка и рада са њима. Свемир је можда највеће „непријатељско“ окружење за живот људи које се карактерише; екстремним осцилацијама температуре, одсуством атмосферског притиска и кисеоника, соларним и галактичким космичким зрачењем, и нултом гравитацијом. Све ове промене за астронауте су изазови са којим се у свемиру они морају суочити, а за њихова тела физиолошки проблеми, од којих многи захтевају делимична или потпуна решења како би се истовремено омогућила одрживост људских живота и истраживања изван заштитног окружења Земље.

## Општа разматрања
У раним фазама људског истраживања свемира, у непријатељским условима, који су владали између појединих земаља света, генерално је доминирала забринутост искључиво за технолошка решења, док је брига за здравље или добробит истраживача (астронаута) често ограничавана на основне облике сопственог преживљавања. У другој половини 20. века није се значајно одступало од овог тренда и у области ваздухопловно космичких истраживања. Фокус у космичким летовима са људском посадом је стављан искључиво на развој погонских система, који је требало да подигну летелицу и људе у њој изван „канџи“ гравитације Земље, а космичка медицина углавном се бавила физиолошким проблемима а врло мало космичком физиологијом и ваздухопловнокосмичком превентивом.
Истраживања у космичкој физиологији знатно су више ограничена, него у већини других области медицине: високим трошковима, малим бројем „пацијената-космонаута“ (који се више плаше ризика припрема), мањом толеранцијом за врсту ризика и грешака које су, историјски гледано, биле неопходне за развој медицинског знања, уопште. Ова јединствена „комбинација ограничења“, диктирана потребом за високо робусним биомедицинским истраживачким пројектима и истовремени захтеви за све бржи развој космичких летова - нарочито у данашњим космичким програмима, почиње да разматра и реализацију дугорочније људске експедиције изван простора Земље, до дестинације као што је Марс. То је космичкој медицини створило и створиће нове „проблеме“, јер и поред преко пет деценија космичких летова са посадом, наше разумевање физиолошких промена током дуготрајних мисија је и даље ограничено, као и сазнање о последицама дуготрајних летова космосом.
Бројна истраживања спроведена у свемирском програму САД, за сада признају, да су психолошки фактори кључни за очување здравља, благостање, и способност космичких посада и већу сигурности и успех мисија. Јер док мањење неких способности током кратких мисија (7-12 дана) није примећено, за време дуготрајних летова (> 4 месеца) откривена је склоност код космонаута за развоја симптома кумулативнног замор и астеније. Астенија се генерално карактерише израженим умором, слабошћу, емоционалном лабилношћу, раздражљивошћу, и мањим поремећајем пажње и памћења.

## Проблеми дуготрајног боравка у свемиру
Дуготрајни космички летови откривају мноштво психолошких, физиолошких, психосоцијалних фактора и утицаје животне средине и система који дејству на посаде за време рада са њима. Бројна истраживања спроведена у свемирском програму САД, за сада признају, да су психолошки фактори кључни за очување здравља, благостање, и способност космичких посада и већу сигурности и успех мисија.
Док умањење неких способности током кратких мисија (7-12 дана) није примећено, за време дуготрајних летова (>4 месеца) откривена је склоност код космонаута за развоја симптома кумулативнног замор и астеније. Астенија се генерално карактерише израженим умором, слабошћу, емоционалном лабилношћу, раздражљивошћу, и мањим поремећајем пажње и памћења.
За дуготрајну људску експедицију на Марс биће потребно око 2,4 године, у које улази шестомесечни лет до црвене планете; око 500 дана боравка на његовој површини; и 6 месеци путовање, назад на Земљу. Скоро сви физиолошки проблеми које наводима у наставку текста испољиће се током ове мисије. Почев, од излагања зрачењу изнад заштитног магнетног поља Земље, преко кардиоваскуларног и мишићноскелетног декондиционирања, до неуровестибуларне и ортостатске нетолеранције на Марсу и наклон слетања на Земљу. Преко 2,4 године, акумулирани и интерактивни ефекти ових физиолошких проблема могу потенцијално бити погубнија по астронауте (а тиме и саму мисију), чак и ако нема јасних или озбиљнијих појединачних инцидента који се јављају током трајања мисије
Да ће физиолошки проблеми наставити да се решавају у космичким летовима људи сасвим је сигурно. Међутим, решавање кумулативни утицај таквих промена, кроз стално повећање трајања космичких летова је далеко мање известно. Много пажње је дато космичкој физиологије у последњих неколико деценија, али остаје још много тога да се уради, а препреке у новонасталој области биокосмонаутике су обимне.
Летење космосом карактерише се екстремним температурама, микрогравитацијом, соларним и галактичким космичким зрачењем, недостатком атмосферског притиска, као и великим брзим микрометеоритима.
Док ови фактори изазивају низ физиолошких, биомедицинских и по заштиту животне средине штетних утицаја на космонауте, дуготрајни свемирски летови су додатна група штетности које утичу на екипну способност космонаута и њихово здравље. Зато је поред спознаје космичке медицине која се бави изучавањем физичких и физиолошких штетности које делују на људе у космичким летелицама и њиховом окружењу, значајну улогу треба да имају и науке о понашању (нпр, психологија, етиологиј људски фактора, социологија, ергономија) које могу пружити подршку у квалитетнијем очувању здравља посада у космосу.
Сходно томе паралелно са космичком медицином, развијају се и нове области и специјалности у оквиру бихевиоралне науке, укључујући свемирску психологију, космички хумну етиологију, космичку ергономију и космичку социологију. Здравствени и медицински стручњаци који се баве космичком медицином сигурно ће имати користи од истраживања у овим научним областима које ће засигурно још више унапредити њихов рад.

## Примарни физиолошки ризици у току свемирских летова са људском посадом
Међу најзначајније примарне физиолошке ризике кои могу деловати на органитам астронаута спадају: неуровестибуларни, кардиобаскуларни и имунолошки ризици, губитак коштане масе, губитак мишићне масе и изложеност зрачењу.
| Врста ризика         | Опис промена |
| -------------------- | --- |
| Кардиваскуларни      | - Кардиоваскуларна оштећења - Одговор ортостатским променама на стрес - Појава озбиљнијих поремећаја срчаног ритма - Слабљење срчане функције - Манифестација раније присутних асимптоматских (скривених) кардиоваскуларних болести - Измењен кардиоваскуларни одговор на стрес изазван вежбањем |
| Губитак коштане масе | - Неактивношћу изазвана остеопороза - Прелом и зарастање преломом изазваних оштећења - Повреде меког везивног ткива, хрскавице у зглобовима, и руптура међупршљенског диска (са неуролошким компликацијама или без њих) - Формирање камена у бубрегу |
| Губитак мишићне масе | - Губитак мишићне масе, мишићне снаге и издржљивости - Губитак моторног управљања покретима због промена у неуралној контроли - Склоност повредама мишића - Утицај дегенеративних промена у мишићима, или учесталијих повреда мишића, на друге системе, као што су кости и везивно ткиво. |
| Неуровестибуларни    | - Послелетна вртоглавица на и по повратку из космоса, као последица претходне адаптације на нултоу гравитацију, коју погоршавају покрети главе у току кретања свемирске летелице и реципрочна промена убрзања у фази приступа слетању и рулању на земљи. - Акутна космичка болест, укључујући и мучнину и повраћање - Послелетна неравнотежа, вртоглавица, нестабилност и визуелни поремећаји - Стјуартска просторна дезоријентација и проблеми са задатим референцама, - Симптоми хроничне космичке болести, укључујући замор, дезоријентацију, смањену будност, поспаност, губитак мотивације, анорексија, дехидрацију, и друге ефекате - Неповратна оштећења вестибуларни функција након дуготрајног излагања бестежинског стања, зрачењу, еколошким токсинима, стресу, изолацији - Имобилизација |
| Изложеност зрачењу   | - Карциногенезе узрокована зрачењем - Оштећења централног нервног система изазвана зрачењем - Синергистички ефекти зрачења, са микрогравитацијом и другим факторима унутрашње средине летелице - Рани или акутни ефекти дејства зрачења - Ефекти зрачења на плодност, стерилитет и хередитет |
| Имунолошки           | - Имунодефицијенција/инфекција - Карциногенезе узрокована променама у имунском систему - Измењене хемодинамске и кардиоваскуларне функције узроковане оштећењем компонената крви - Поремећај у зарастању рана - Измењена интеракција са микробима - Алергије и друге реакције преосетљивости  |